# Paposova veriga
Paposova veriga je skupina krožnic, ki ležijo znotraj  arbelosa.  
Prvi je verigo skonstruiral grški matematik, geometer in filozof Papos (okoli 290, okoli 350).

## Konstrukcija
Arbelos je določen z dvema krožnicama Cu in Cv, ki sta tangentna v točki A kjer  se Cu dotika Cv. Označimo polmere teh dveh krožnic z ru in rv. Papusova veriga je sestavljena iz krožnic v osenčenem področju (glej sliko, zgoraj na desni). Vse krožnice se dotikajo notranje ali zunanje krožnice. Označimo z rn polmer n-te krožnice. Z dn označimo premer n-te krožnice. S Pn pa označimo središčne točke (središča) teh krožnic. 

## Značilnosti

### Središča krožnic

#### Elipsa
Vsa središča krožnic Paposove verige ležijo na elipsi. Vsota razdalj n-te krožnice iz Paposove verige do središč U in V arbelosovih krožnic je konstantna
{\displaystyle {\overline {\mathbf {P} _{n}\mathbf {U} }}+{\overline {\mathbf {P} _{n}\mathbf {V} }}=\left(r_{U}+r_{n}\right)+\left(r_{V}-r_{n}\right)=r_{U}+r_{V}}.
To pa pomeni, da sta gorišči točki U in V, ki sta središči  krožnic za določitev arbelosa.  

#### Koordinate
Če je r = AC/AB, potem je središče n-te krožnice  verige, v točki 
{\displaystyle \left(x_{n},y_{n}\right)=\left({\frac {r(1+r)}{2[n^{2}(1-r)^{2}+r]}}~,~{\frac {nr(1-r)}{n^{2}(1-r)^{2}+r}}\right)}

#### Polmeri krožnic
Če je r = AC/AB, potem je polmer n-te krožnice enak 
{\displaystyle r_{n}={\frac {(1-r)r}{2[n^{2}(1-r)^{2}+r]}}}

## Steinerjeva veriga
V značilnostih je Paposova veriga analogna Steinerjevi verigi.